# Florin Zalomir
Florin Gelu Zalomir (1. dubna 1981 Jasy, Rumunsko – 3. října 2022) byl rumunský sportovní šermíř, který se specializoval na šerm šavlí. Rumunsko reprezentoval od roku 2001 přes deset let. Na olympijských hrách startoval v roce 2012 v soutěži jednotlivců a družstev. V soutěži jednotlivců vypadl na olympijských hrách v úvodním kole. V roce 2006 obsadil třetí místo na mistrovství Evropy v soutěži jednotlivců. S rumunským družstvem šavlistů vybojoval na olympijských hrách 2012 stříbrnou olympijskou medaili, v roce 2009 titul mistra světa a v roce 2006 titul mistra Evropy.